# Lynx canadensis
El lince de Canadá (Lynx canadensis) es una especie de mamífero carnívoro de la familia Felidae, una de las dos especies de linces que habitan en América del Norte. La otra es el lince rojo (Lynx rufus), que se encuentra al sur del continente. El lince canadiense, por el contrario, habita más al norte, en la taiga de Canadá y Alaska, aunque también se encuentra en los bosques de Idaho, Montana y Washington y de forma más rara en Utah, Minnesota y Nueva Inglaterra. Su pariente más cercano es el lince boreal (Lynx lynx), aunque puede cruzarse con éxito con cualquiera de las otras tres especies del género Lynx.
El lince de Canadá ha desaparecido o reducido sus poblaciones en varios lugares debido a la caza para conseguir su preciada piel o a la destrucción de su hábitat. No obstante, no se considera que esta especie esté en peligro en la actualidad.

## Descripción
Alcanza los 56 cm de alzada. El pelo es amarillento o pardo claro y largo, con el fin de defenderse del frío, especialmente en invierno. Normalmente no presentan manchas o las tienen en muy poca cantidad, concentrándose en las patas. Los machos son más grandes que las hembras.

## Dieta
Suele alimentarse de pequeños mamíferos, especialmente de liebres (se ha observado un ciclo de progreso y declive cíclicos similares en el lince canadiense y la liebre ártica), pero también de roedores, aves y ocasionalmente carneros, ciervos de cola blanca, ciervos mulos y caribúes. Suelen cazar de noche en sus grandes territorios, que defienden de posibles intrusos. Las hembras paren de 1 a 5 cachorros en primavera.

## Taxonomía
Hay debates sobre si clasificar a esta especie como Lynx canadensis o Felis canadensis, que es parte de una cuestión más amplia con respecto a si las cuatro especies de lince debe dar su propio género, o colocarse como un subgénero de Felis, pero el género Lynx es ahora aceptada. Johnson informó que Lynx compartió un clado con el puma y el gato doméstico (Felis).

### Subespecies
Se diferencia al lince del continente del que habita en Terranova, de tamaño más grande y capaz de matar presas mayores como crías de caribú con mayor frecuencia. El nombre propuesto para este último es Lynx canadensis subsolanus, mientras que las poblaciones continentales quedarían agrupadas en la subespecie L. c. canadensis.
Se han descrito las siguientes subespecies:
- Lynx canadensis canadensis
- Lynx canadensis mollipilosus
- Lynx canadensis subsolanus

## Galería

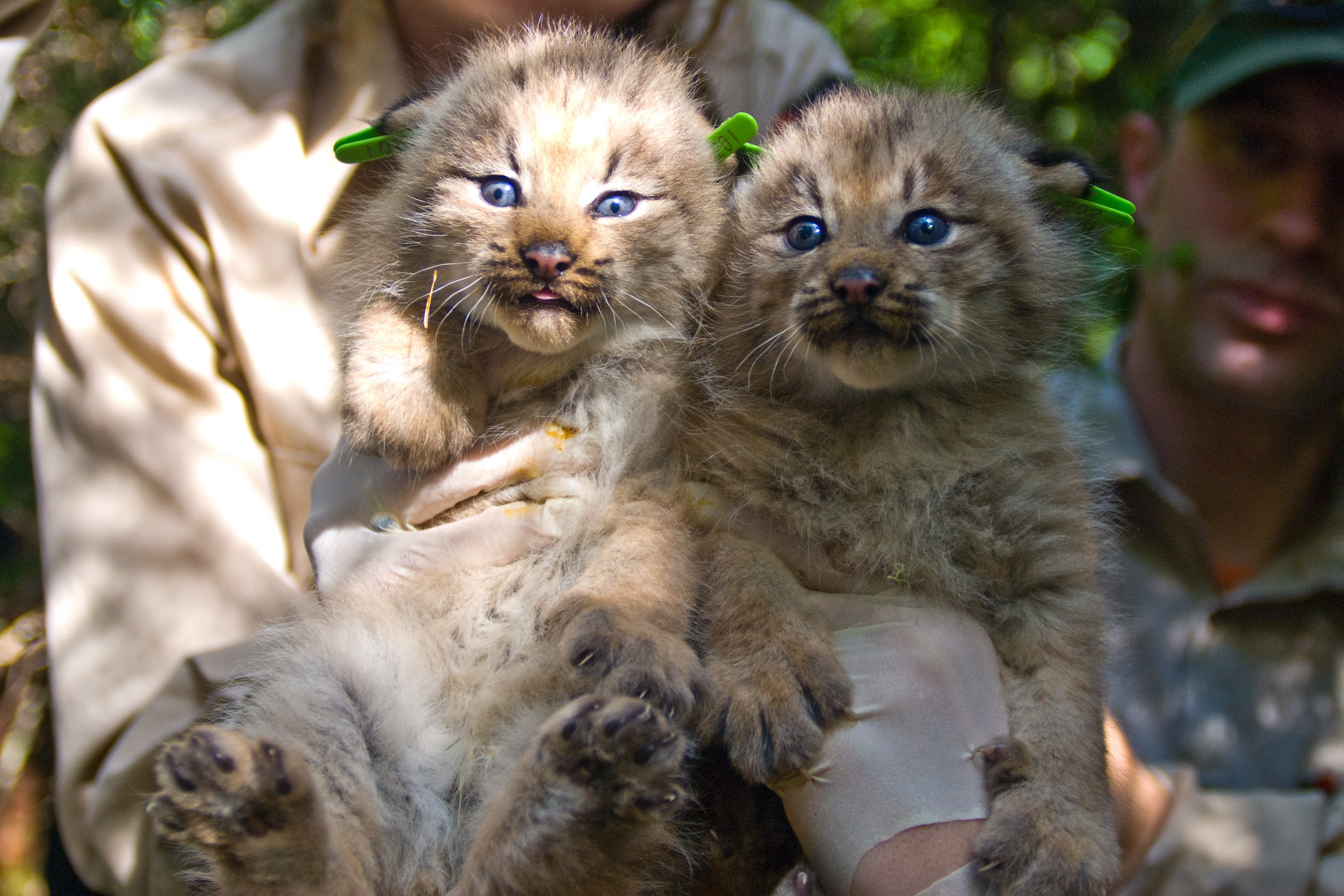
Dos crías de lince del Canadá
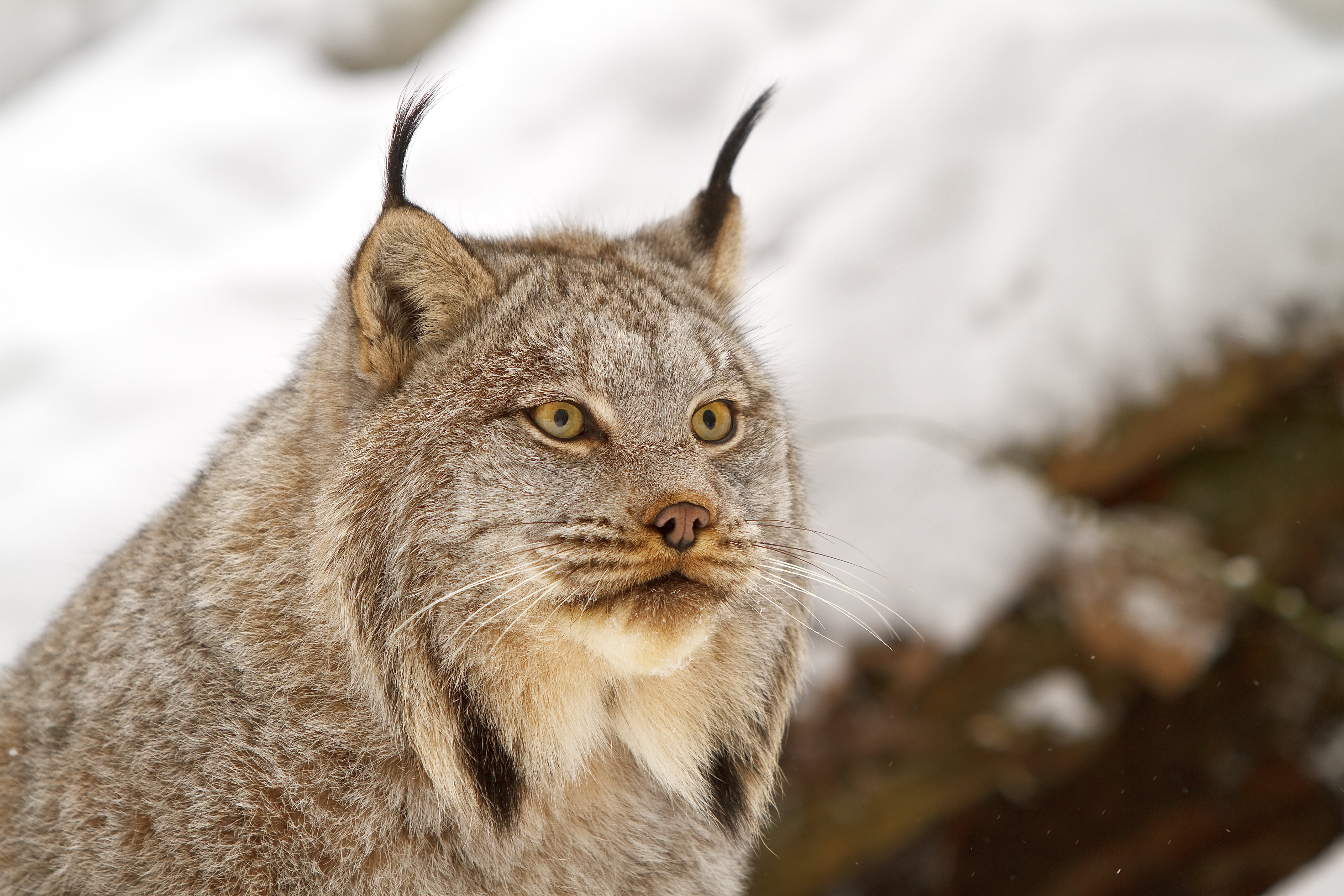
Lince del Canadá
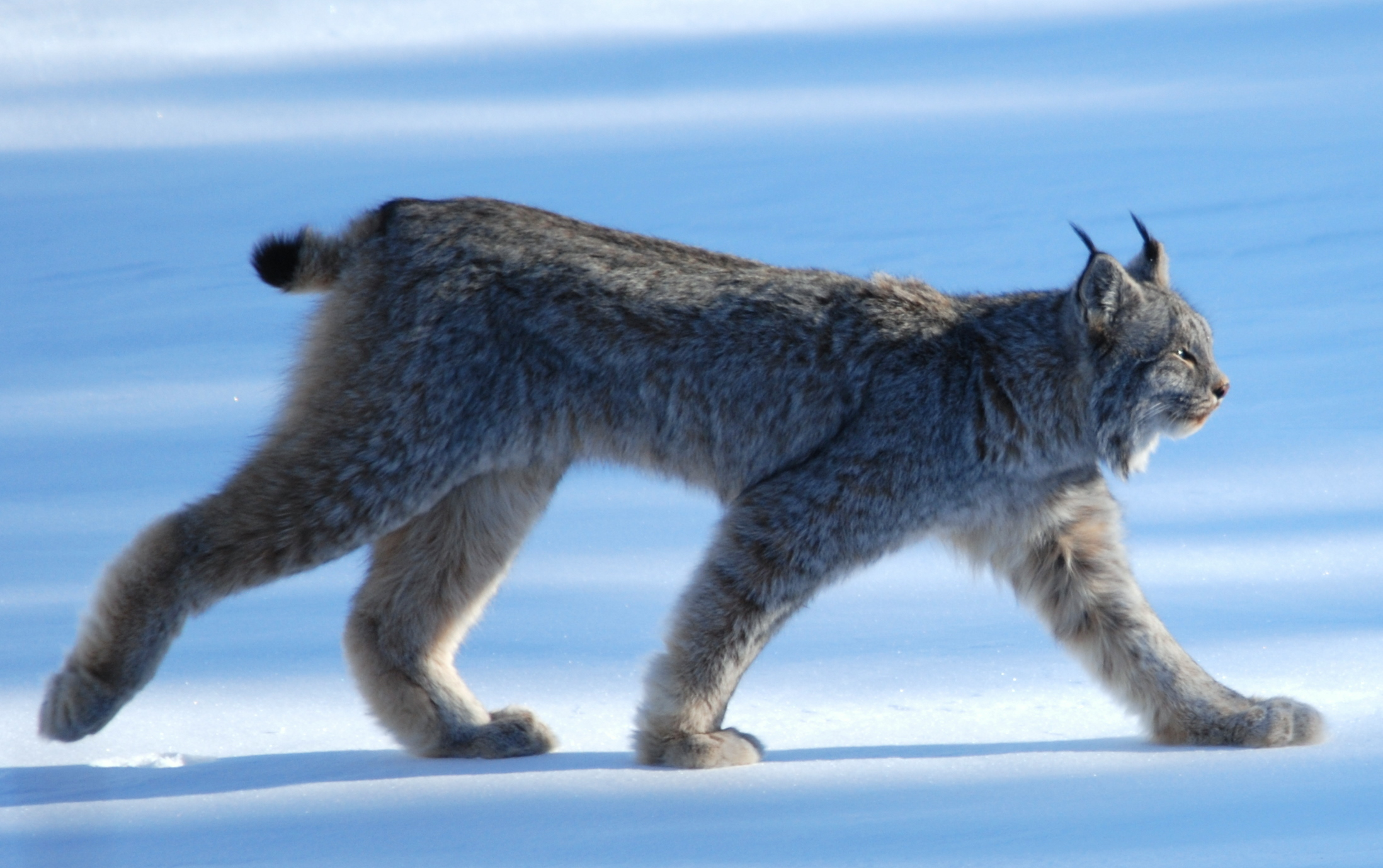
Lince del Canadá cerca de Whitehorse, Yukón